# Drosophila ananassae
Drosophila ananassae este o specie de muște din genul Drosophila, familia Drosophilidae, descrisă de Carl Ludwig Doleschall în anul 1858. Conform Catalogue of Life specia Drosophila ananassae nu are subspecii cunoscute.